# Herpetogramma hipponalis
Herpetogramma hipponalis es una especie de polilla del género Herpetogramma, categorizada en la tribu Herpetogrammatini, de la subfamilia Spilomelinae. Fue descrita por Francis Walker en 1859.
La hembra puede colocar los huevos en grupos o sola, normalmente sobre la superfecie de una planta. Coloca hasta 300 huevos.

## Descripción
Es de color amarilla con líneas oscuras. La envergadura es de 2 cm.

## Distribución
Se distribuye por Australia, Papúa Nueva Guinea, China e Indonesia.